# Крајпуташ Ковачевићу у Теочину
Крајпуташ Ковачевићу у Теочину (Општина Горњи Милановац) налази се у центру варошице Теочин, крај пута за Равну гору. Подигнут је извесном Ковачевићу, припаднику стајаће Војске Краљевине Србије, који је погинуо на Сливници у Српско-бугарском рату 1885. године.
У кратком натпису се не наводи име војника, већ само да је рођен 1862, а погинуо 1885. године. Могуће је да се ради о Роману, сину Јеврема Ковачевића или Светиславу, сину Косте Ковачевића. Обојица се у Државном попису Кнежевине Србије становништва Теочина из 1863. године наводе као једногодишњаци. До идентитета овог војника вероватно би се могло доћи претрагом докумената које поседује Војни архив Министарства одбране Републике Србије.

## Опис споменика
Споменик је у облику стуба са квадратним испупчењем у врху. Исклесан од црвенкастог пешчара грубље текстуре, димензија 120х32х20 cm. Све четири стране украшене су удвојеним крстовима.
Површина камена нагрижена је временом, љуспа се и отпада у комадима.

## Епитаф
У дну споменика, са предње стране, уклесан је текст епитафа који се наставља на полеђини.
ОВАЈ
СПОМЕН
ПОКАЗУЈЕ
ВОЈНИКА
СТАЈНОГ
КОВАЧЕВ
ИЋА РОЂЕН
1862. Г А
ПОГИНУО НА
СЛИВНИЦИ
7 НОВЕМБРА
1886 Г УКЛЕ
(недостаје)
Текст се наставља на полеђини споменика:
СПОМЕН ОВАЈ
ПОДИЖЕ МУ
СУПРУГА ЊЕГОВА САВКА
И БРАТ РОЂЕНИ
МАЈА 1896 Г